# 拉沙佩勒卡罗
拉沙佩勒卡罗（法語：La Chapelle-Caro，法語發音：[la ʃapɛl kaʁo]）是法国莫尔比昂省的一个旧市镇，属于瓦讷区。2016年，拉沙佩勒卡罗与临近的2个市镇合并为新市镇瓦勒杜斯特。

## 地理
拉沙佩勒卡罗（47°51'55"N, 2°25'23"W）面积16.49 平方千米，位于法国布列塔尼大區莫尔比昂省，该省份为法国西北部沿海省份，位于布列塔尼半岛南部，北起阿摩尔滨海省、西接菲尼斯泰尔省，南濒大西洋，东南接大西洋卢瓦尔省，东临伊勒-维莱讷省。
与拉沙佩勒卡罗接壤的市镇（或旧市镇、城区）包括：蒙泰尔特洛、普洛埃梅勒、蒙泰兰、卡罗、圣亚伯拉罕、塞朗、勒罗克圣安德烈、瓦勒杜斯特。

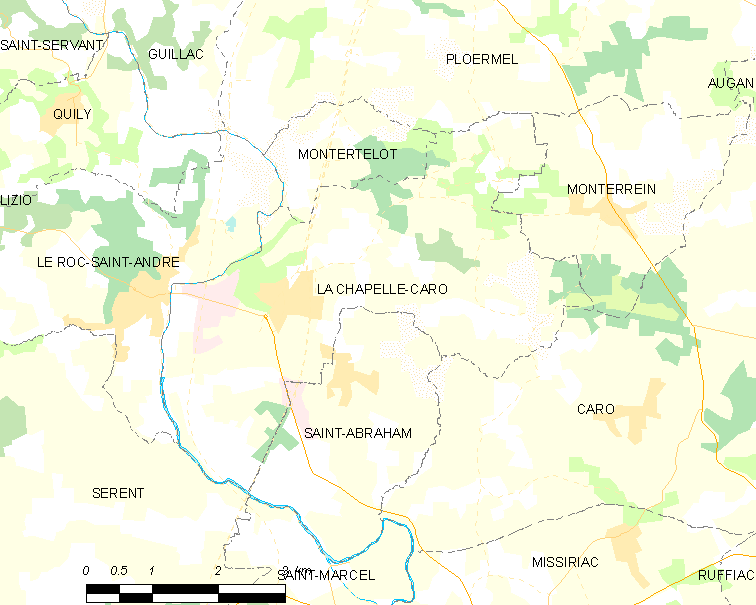
拉沙佩勒卡罗的OSM定位图

拉沙佩勒卡罗的时区为UTC+01:00、UTC+02:00（夏令时）。

## 行政
拉沙佩勒卡罗的邮政编码为56460，INSEE市镇编码为56037。

## 政治
拉沙佩勒卡罗所属的省级选区为莫雷阿克县。

## 人口

1962-2008年间拉沙佩勒卡罗人口变化图示

拉沙佩勒卡罗于2018年1月1日时的人口数量为1428人。